# Bezoule
Die Bezoule (Coregonus bezola) ist eine ausgestorbene Süßwasserfischart aus der Gattung Coregonus innerhalb der Unterfamilie Coregoninae. Sie war im Lac du Bourget im französischen Département Savoie endemisch.

## Merkmale
Die Bezoule erreichte eine Standardlänge von 320 mm. Sie hatte 26 bis 33 Kiemenreusendornen. Auf dem Seitenlinienorgan waren 81 bis 87 Schuppenreihen. Der Rücken war gelblich bis bräunlich, die Flanken waren silbrig mit einer gelblichen Tönung.

## Lebensweise
Die Bezoule bewohnte das Tiefenwasser des Lac du Bourget. Die Laichzeit war zwischen Januar und Februar. Die Eier wurden in 70 bis 80 Meter Tiefe auf dem Schlammgrund abgelegt.

## Status
Die Bezoule wurde 2008 von der Internationalen Union zur Bewahrung der Natur (IUCN) für ausgestorben erklärt. Das letzte eindeutig dokumentierte Exemplar wurde im späten 19. Jahrhundert gefangen. Nach Angaben von örtlichen Fischern hat die Art bis in die 1960er-Jahre überlebt. Die Ursachen für ihr Verschwinden sind unklar. In den Museumssammlungen existiert nur ein erhaltenes Exemplar.